# 大卫氏金蛛
大卫氏金蛛（学名：Argiope davidi）为园蛛科金蛛属的动物。在中国大陆，分布于江西等地。该物种的模式产地在江西。